# Sasha Williams
 (octobre 2014).
Si vous disposez d'ouvrages ou d'articles de référence ou si vous connaissez des sites web de qualité traitant du thème abordé ici, merci de compléter l'article en donnant les références utiles à sa vérifiabilité et en les liant à la section « Notes et références ».
Sasha est un personnage principal de la série télévisée The Walking Dead. Il est interprété par Sonequa Martin-Green et doublé en version française par Géraldine Asselin.

## Biographie fictive

### Saison 3
Sœur de Tyreese. Elle fait partie de son groupe de survivants, qui apparaît dans l'épisode Une vie de souffrance. Dans la saison 3, elle empêche Allen et Ben de s'en prendre à Beth, Hershel, Carol et Carl. Son groupe reste initialement à la prison, mais après que Rick les chasse, ils trouvent refuge à Woodbury. Elle et Tyreese deviennent des gardes aux murs de Woodbury. Bien qu'ils soient prêts à tout pour être intégrés à la communauté, Sasha et son frère se rendent compte que le Gouverneur n'est pas forcément une personne altruiste.
Dans l'épisode final, elle apprend par Rick que le Gouverneur a tué les membres du groupe qui ont lancé l'assaut sur la prison. Elle et son frère rejoignent la prison en compagnie d'autres survivants de Woodbury.

### Saison 4
Lors de la saison 4, elle devient un membre important du groupe faisant partie du conseil avec Hershel, Daryl, Carol, Glenn et Rick. Elle contracte la mystérieuse maladie qui envahit la prison. Malgré son état très faible, elle fait son possible pour aider Hershel et Glenn à soigner les autres malades.
Lors de l'épisode final de mi-saison Désespéré, elle s'enfuit de la prison avec Bob, blessé par balle à l'épaule.
Alors qu'elle soigne la blessure de Bob, Maggie qui les a accompagnés décide de partir à la recherche de Glenn. Sasha et Bob la suivent à contrecœur car ils veulent rester ensemble. Quand Maggie retrouve le bus qui a fui la prison, il est rempli de rôdeurs. Sasha décide de l'aider à les tuer pour savoir si Glenn se trouve à l'intérieur, ils retrouveront Glenn grâce à Abraham, Eugène et Rosita.
Quand ils arrivent au Terminus, ils sont accueillis par Mary.
Dans l'épisode final A, quand Rick, Carl, Daryl et Michonne entrent dans le wagon, le groupe de Glenn a également été fait prisonnier.

### Saison 5
Elle parvient à fuir le Terminus avec le reste du groupe et retrouvent tous Carol qui les conduit à Judith et à son frère Tyreese.
Dans le second épisode elle marche avec les autres membres du groupe après que celui-ci a sauvé le père Gabriel. Elle sauve Bob d'un rôdeur qui a entraîné celui-ci sous l'eau. Mais dans le troisième épisode, quand le groupe retrouve Bob, celui-ci dit qu'il a été mordu sous l'eau. Elle tuera Martin par vengeance, après que Bob soit mort à ses cotées. 
Dans l'épisode Croix, Sasha est toujours énervée à la suite de la mort de Bob et casse plusieurs bancs de l'église avec une hache. Elle part avec les autres à Atlanta pour secourir Beth et Carol. Ayant capturé trois policiers en guise d'otages, Sasha entend que l'un d'eux s’appelle Bob Lawson et lui fait confiance mais ce dernier pousse Sasha dans une fenêtre et tombe inconsciente au sol mais se fera secourir par le groupe. 
Dans l'épisode Coda, elle fut surprise et choquée quand Dawn tue Beth.
Dans l'épisode Ce qui s'est passé et le monde dans lequel on vit, son frère Tyreese meurt d'une morsure de rôdeur. À la suite de cela, Sasha suivra le mauvais chemin comme Tyreese après la mort de Karen dans la saison 4, Sasha passe ses nerfs sur les rôdeurs, Abraham la sauve plus in extremis d'un rodeur qui s'apprêtait a lui sauter au cou pour la mordre, Michonne la sauve également de trois rodeurs s'appretant a déchiqueter Sasha, a moitié consciente et proie a l'évanouissement due a un gros manque d'énergie de celle-ci. Elle s'énerve contre Abraham et l'attaque puis sombré dans la folie, mais elle a pu compter sur Michonne et Maggie pour revenir dans le droit chemin. Après la tempête, elle et Maggie rencontrent un survivant nommé Aaron qui demande à parler au chef; Rick. Comme le reste du groupe, elle atteint Alexandria Safe Zone à la fin de l'épisode La Distance.
Elle souhaite surveiller Alexandria en se postant au clocher grâce à ses talents de sniper, mais Deanna refuse et dit à Sasha de venir à la fête, mais à la fête, elle perd la tête et est obligée de quitter la maison. Elle s'exile hors d'Alexandria pour tuer le maximum de rôdeurs et se fait vite encercler, elle comprend qu'elle n'aura aucune chance de survie mais Michonne et Rosita viennent à sa rescousse. Vexée, elle insulte ces deux dernières, énervée, les deux jeunes femmes regrettent leurs actes et auraient préféré laisser Sasha se faire déchiqueter par cette horde d'une dizaine de rôdeurs plutôt que de risquer leurs vies à sauver celle-ci.
Enfin, elle confie à Gabriel qu'elle n'a plus envie de vivre, ce dernier répond par la colère et Sasha s'énerve et sans l'intervention de Maggie, elle aurait tué Gabriel.

### Saison 6
C'est elle qui conduit la voiture qui est censée entrainer les rôdeurs hors du secteur d'Alexandria. Son coéquipier pour cette tâche est Abraham. Pendant le trajet, ils vont essayer de trouver une envie de vivre qui les a quitté.
Toujours sur la route guidant la horde de rôdeurs loin d'Alexandria, Sasha, Abraham et Daryl atteignent finalement les 20 miles où ils ont prévu de larguer la meute. Ils s'éloignent mais rapidement ils sont attaqués puis pris en chasse par des véhicules remplis d'hommes en armes. Sasha et Abe tuent leur poursuivants, ce qui réjouit Abraham mais ils sont contraints de fuir à pied, leur voiture étant détruite. 
Abe et Sasha retournent sur les lieux de l'embuscade et cherchent vainement à contacter Daryl. Ils laissent des indices visibles à suivre et partent se cacher dans des bureaux. Abraham se déclare capable de garder le contrôle sur elle-même et veut vivre tandis que Sasha reste hanté par les aléas de leur existence. 
Ils retrouvent Daryl sur la route à court de munitions troussés par cinq rôdeurs, après avoir éliminés ces cinq rôdeurs, ils reprennent la route avec un camion-citerne.
Daryl, Abraham et Sasha tombent peu après aux mains des Sauveurs qui exigent leur véhicule et leurs armes, prétendant qu'ils appartiennent maintenant à leur chef Negan, alors qu'elle et Abraham allaient se faire tuer par le bikers, ils sont sauvés par Daryl qui utilise le lance roquette récupérer par Abraham et Sasha pour tuer les Sauveurs. Elle arrive à Alexandria. Avec Abraham ils sauvent la vie de Glenn qui était encerclé par les zombies et aident Rick et les autres à nettoyer la ville infestée de rôdeurs.
Elle participera à l'attaque du building des sauveurs. Elle stoppe Primo, un sauveur qui voulait s'échapper avec la moto de Daryl en tirant une balle dans l'épaule, qui sera abattu par Rick par la suite. Elle aide le groupe à retrouver Carol et Maggie retenues en otage.
De retour à Alexandria, elle fait des avances à Abraham qui lui cède.
Dans l'épisode final Dernier jour sur Terre, elle accompagne Maggie affaiblie et malade à la Colline, et finalement tombe dans le guet-apens de Negan avec Rick, Carl, Abraham, Aaron et Maggie. Rejoints par Eugene puis Daryl, Rosita, Michonne et Glenn, ils attendent tous à genoux la sentence de Negan. Sasha est en larmes (comme la majorité du groupe) et ferme les yeux, s'attendant à mourir dans les prochaines minutes. Après un discours sous haute tension, Negan fait son choix et sa batte "Lucille" s'abat alors sur l'un d'eux...

### Saison 7
À la fin du « Am Stram Gram » Negan désigne Abraham comme victime, au grand désespoir de Sasha. Horrifiée, elle assiste à la mise à mort de celui -ci, suivi de celle de Glenn, assassiné en représailles de l'insubordination de Daryl.
Par la suite, Sasha reste auprès de Maggie à la Colline, elle demandera à Jesus d'essayer de trouver où Negan habite et surtout de n'en faire part à personne.
Dans l'épisode 14, elle se rend au sanctuaire de Negan, accompagnée de Rosita. Elle rentre seul chez Negan en laissant Rosita en dehors, car elle ne veut pas que plusieurs personnes risquent sa vie. Elle se fait capturer par les Sauveurs. 
Dans le dernier épisode, Negan l'utilise pour piéger Rick et son groupe mais pendant le trajet qui les mènent à Alexandria, alors qu'elle se trouve dans un cercueil elle se suicide en avalant une pilule empoisonnée que Eugene avait réussi à lui procurer. Arrivé à Alexandria, lorsque Negan ouvre le cercueil, il constate avec effarement qu'elle s'est transformée en rôdeur et elle manque de peu de le mordre. C'est Jesus et Maggie qui l'achèveront un peu plus tard.

### Saison 8
Dans le septième épisode de la huitième saison, Eugène à une hallucination de Sasha, sortant en rôdeur de son cercueil alors qu'il s'approche de ce dernier. 

### Saison 9
Sasha réapparaît dans une des visions de Rick lorsque celui-ci était blessé mortellement. Elle fait la rencontre avec son ancien ami au milieu d'une grande étendue de corps familiers. Sasha rassure Rick en lui disant qu'il avait tout ce qu'il pouvait pour sauver ses proches, et lui avoue aussi qu'il ne retrouvera pas sa famille ici, car elle n'est pas perdue. Elle se montre alors douce, calme et rassurante. Lorsqu'elle lui ordonne de se réveiller, Rick fait un malaise et revient brusquement à la réalité.

### Saison 10
Dans le treizième épisode, Alors que Michonne imagine ce qu'aurait été sa vie si elle n'avait pas sauvé Andrea, Sasha apparaît lors de la vision de la reproduction de la mise à mort de Glenn et Abraham où Michonne prend la place de Negan et tue Heath.

## Description

### Physique
C'est une femme de type afro-américaine, aux yeux marron, âgée d'environ 20 à 30 ans. Son arme de prédilection est un fusil d'assaut à lunette de visée.

### Personnalité
C'est le sniper du groupe. Sasha est une femme farouche et mortelle avec une arme à feu. Elle est extrêmement pragmatique et se penche toujours vers la décision la plus logique. En raison du traumatisme post-apocalypse, Sasha est devenue extrêmement dure et détachée.
Comme son frère, Sasha a une morale forte, mais elle s'interroge souvent sur la sécurité des groupes et autres communautés survivalistes. Quand Carl et ses camarades survivants l'enferment dans une cellule-bloc après leur arrivée à la prison, elle panique et crie, ignorant la nature du groupe de Carl et comprenant que leur situation est précaire. Plus tard, quand elle arrive à Woodbury, elle commence à remettre en question le gouverneur et bientôt sur le chemin de Terminus avec Maggie Greene et Bob Stookey, elle soupçonne fortement que leur destination est un faux espoir, ce qui se révèle être vrai.
Elle a montré des qualités de leadership, après avoir été le co-leader des approvisionnements pour la prison, avec Daryl Dixon. Étant l'une des plus connues à la prison, Sasha est devenue l'un des membres du conseil, montrant qu'elle a été approuvée par les autres membres du groupe de Rick. 
Sur la route avec Maggie et Bob, elle insiste sur le fait qu'ils suivent son exemple et trouver un endroit pour vivre par eux-mêmes, en proposant une approche plus pratique à la survie. Sasha semble être réaliste.
Après avoir traversé de nombreuses épreuves et morts de ses plus grands proches, elle se renferme sur elle-même de plus en plus, jusqu'à en devenir irritable envers ses amis, et ne pas faire les choses comme elle le ferait si elle serait saine d'esprit. Au fil du temps, elle s'est beaucoup renforcée " grâce" aux morts de son petit-ami Bob, son frère Tyreese et enfin la mort tragique de son autre petit-ami Abraham.